# عجوقة ناعمة
عجوقة ناعمة (الاسم العلمي:Ajuga laevigata) هي نبات تتبع جنس العجوقة من الفصيلة الشفوية.